# La lección de inglés / Perjudícame
La lección de inglés / Perjudícame es un sencillo del Grupo Aleph, lanzado en 1972 por el sello chileno DICAP. Tanto el Lado A como el Lado B son composiciones cuyos arreglos musicales pertenecen a Enrique Berríos y Sergio Arellano.

## Lista de canciones
| Lado A |                        |          |  |
| N.º    | Título                 | Duración |  |
| 1.     | «La lección de inglés» |          |  |

| Lado B |               |          |  |
| N.º    | Título        | Duración |  |
| 2.     | «Perjudícame» |          |  |

## Créditos
- Enrique Berríos y Sergio Arellano: arreglos musicales